# Odiellus granulatus
Odiellus granulatus is een hooiwagen uit de familie echte hooiwagens (Phalangiidae).